# Довжина когерентності
Довжина когерентності — характеристика хвилі, відстань, на якій вона зберігає когерентність. На відстанях, більших від довжини когерентності здатність хвилі до інтерференції втрачається. Довжина когерентності має важливе значення в оптиці, наприклад, у голографії, в квантовій механіці та в інших галузях фізики й техніки, в яких використовується здатність хвиль утворювати інтерференційну картину.

## Деякі формули
У системах зі смугою випромінювання довжину когерентності можна наближено розрахувати за формулою
{\displaystyle L={c \over n\,\Delta f},}
де c — швидкість світла, n — показник заломлення середовища, а {\displaystyle \Delta f} — ширина смуги джерела.
У системах оптичного зв'язку, припускаючи, що джерело має гаусів спектр випромінювання, довжина когерентності {\displaystyle L} задається 
{\displaystyle L={\sqrt {2\ln(2) \over \pi n}}{\lambda ^{2} \over \Delta \lambda },}
де {\displaystyle \lambda } — центральна довжина хвилі джерела. Якщо джерело має гаусів спектр з повною шириною на половині висоти {\displaystyle \Delta \lambda }, то відхилення оптичного шляху на ±{\displaystyle L} зменшить видимість країв до 50%.
Цей вираз часто використовують, але через неоднозначність визначення спектральної ширини джерела було запропоновано наступне означення довжини когерентності:
Довжину когерентності можна виміряти за допомогою інтерферометра Майкельсона, й вона є різницею оптичних шляхів лазерного променя, що інтерферує з собою, як відповідає крайовій видимості {\displaystyle 1/e=37\%}, де крайова видимість визначається як
{\displaystyle V={I_{\max }-I_{\min } \over I_{\max }+I_{\min }}.\,}
Тут {\displaystyle I} — крайова інтенсивність.
У системах передачі сигналу на далекі відстані довжину когерентності можуть зменшити різні фактори передачі на зразок дисперсії, розсіяння та дифракції.
Довжина когерентності є добутком з часу когерентності на фазову швидкість світла у середовищі.

## Для лазерів
Багатомодовий гелій-неоновий лазер має типову довжину когерентності 20 см, тоді як довжина когерентності одномодового лазера перевищує 100 м. Напівпровідникові лазери можуть мати довжину когерентності понад 100 м, але маленькі, дешеві, мають меншу довжину, наприклад 20 см. Одномодові волоконні лазери з шириною лінії порядку кількох кГц мають довжину когерентності понад 100 км. Аналогічної довжини можна досягти, використовуючи частотний гребінець, завдяки малій ширині лінії кожного зубчика. 

## Виноски
1. ↑  Akcay, C., Parrein.  P., and Rolland, J. P. (2002). Estimation of longitudinal resolution in optical coherence imaging. Applied Optics 41 (25), 5256-5262
2. ↑  Ackermann, Gerhard K. (2007). Holography: A Practical Approach. Wiley-VCH. ISBN 3-527-40663-8.
3. ↑  Sam's Laser FAQ - Diode Lasers. www.repairfaq.org. Архів оригіналу за 28 квітня 2021. Процитовано 2 червня 2017.